# 少紋黑巨口魚
少紋黑巨口魚（学名：Melanostomias pauciradius）为輻鰭魚綱巨口鱼目巨口鱼科的其中一種。分布於西太平洋區的日本及澳洲海域，為深海魚類。

## 扩展阅读
維基物種上的相關：少紋黑巨口魚